# Laguna del Sello
La Laguna del Sello es un pequeño lago en la Argentina. Se encuentra en el departamento Lago Buenos Aires, en la provincia de Santa Cruz, Patagonia.

## Geografía
Posee 6 kilómetros de longitud y 3 de ancho, extendiéndose de oeste a este y se sitúa en el centro de la Meseta del Lago Buenos Aires, una amplia meseta basáltica salpicada de antiguos conos volcánicos y varios lagos. Su altitud es de 1.465 metros. Cubre un área de aproximadamente 15 km².
El lago se encuentra a menos de 35 kilómetros al sur del Lago Buenos Aires/General Carrera. Se encuentra entre la parte norte-oriental de la cadena del Monte Zeballos en el suroeste (de 2743 m s. n. m.) y del Cerro Overo en el noreste (de 1791 m s. n. m.).
Su cuenca es endorreica y la red de pequeños arroyos que lo alimentan es de tipo centrípeta, es decir, que convergen hacia el lago, el punto central de la cuenca. Las aguas son salobres y se congelan en invierno.

## Biología
La laguna alberga una serie de especies de aves muy importantes. Una expedición ornitológica realizada a principios de 2010 estimó la cifra en cerca de un total de 10.000 individuos de diversas especies. Entre ellos había unos 160 zambullidores mitras o macaes tobianos (Podiceps gallardoi), una especie en peligro de extinción.